# 柳金木

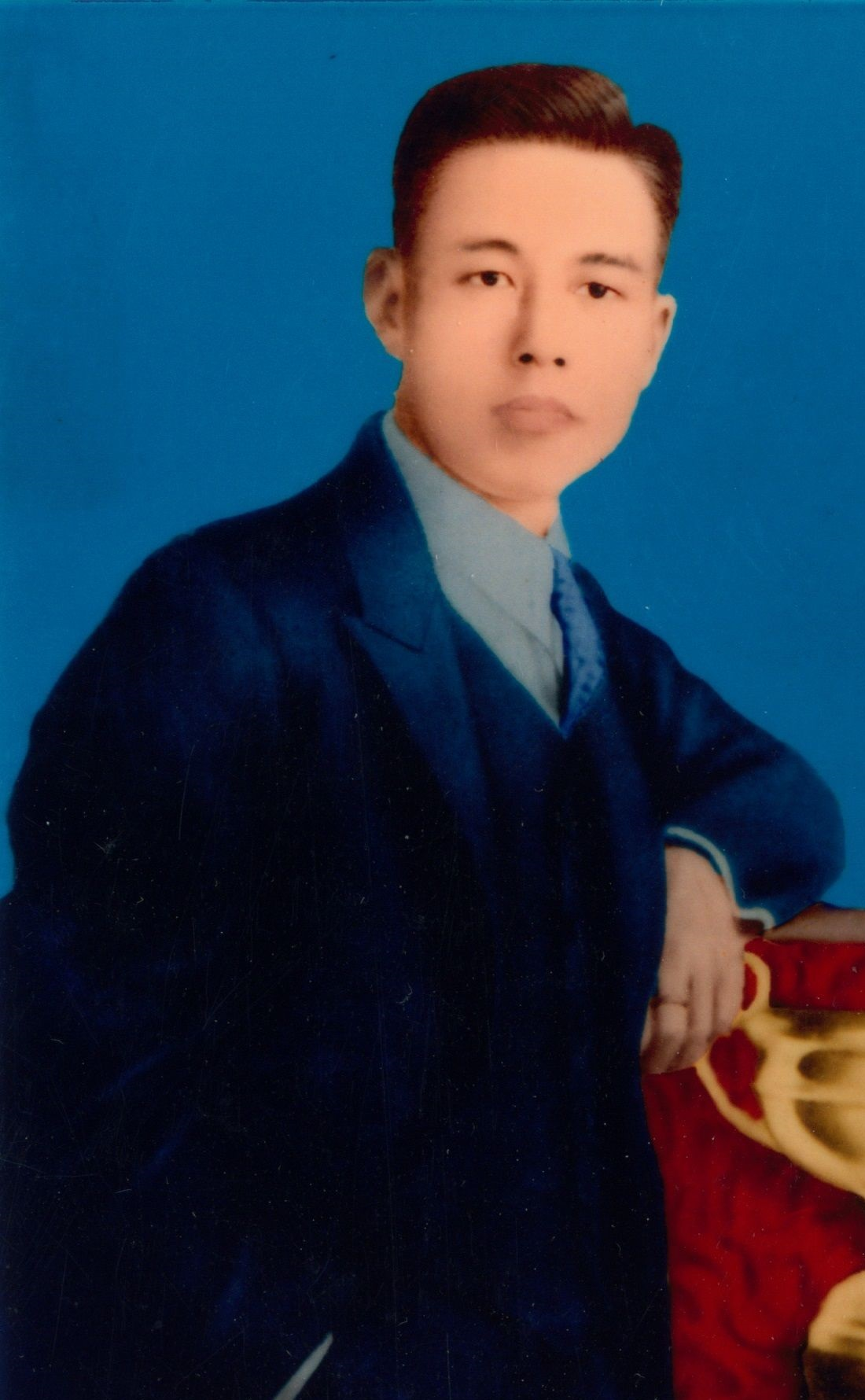
柳金木肖像

柳金木（1910年—1946年），臺灣臺中廳員林支廳燕霧下堡員林街（今彰化縣員林市）人:124，軟式網球運動員，曾八度代表臺灣參加明治神宮體育大會及明治神宮國民體育大會。

## 生平
柳金木1910年出生，父柳進，母柳賴在，原有一兄早逝，遂成為獨子:124。
幼時進入員林公學校（今員林國小）就讀，後至臺北求學，入讀臺北商業專門學校，15歲返回員林拜文人林天爵為師，學習漢學、詩歌、書法、繪畫:727。林天爵在1921年1月組織員林庭球團:125，1924年藉興賢書院整修之便興建兩座庭球（即網球）場，柳金木受此影響，於1925年開始練習庭球，翌年代表臺中州參加臺灣體育協會所舉辦:124之「支部對抗大賽」獲得冠軍:124:727。1927年起在全臺軟式庭球選手權大會獲得4次單打冠軍、5次雙打冠軍，在1931年第七屆至1934年第十屆的賽事中得到單打、雙打冠軍:124:727-728。此外從第四屆開始被選為明治神宮體育大會臺灣代表，至1940年第十一屆因戰事停辦為止:728，共參加8次:193，為日治時期出賽次數最多的臺灣庭球選手，有「軟網球聖」之稱:124。據其子柳啟貞回憶，柳金木家境較差，到各地比賽需要不少費用，但林天爵總會資助。
柳金木亦時常在練球、比賽之餘前往各地義務教導選手，並於員林街成立「金木運動具店」:728，販賣網球、棒球、桌球等運動用具，其中以網球運動用具為大宗:124-125。在定居員林前曾赴斗六，當時仕紳廖學昆在自宅興建網球場，聘請柳金木擔任教練:125，但第二次世界大戰爆發後，民眾均無心運動，店面生意不佳:125:728。戰爭末期臺灣常遭空襲影響，柳金木被疏散至今南投縣信義鄉購置土地種植香蕉，因該地衛生不佳，妥善醫療匱乏而患上瘧疾:728，回到員林後未與他人講述病情，仍在1946年組織員林鎮網球隊，自任教練之職，同年病逝，享年37歲:125。
柳金木死後，由曾是庭球隊隊員的前員林鎮長林朝業，與地方人士商量，在1948年1月舉辦第一屆「金木盃」羽球錦標賽以茲紀念:125。此外亦設有「天爵盃」。

## 家庭
19歲與童養媳劉金蓮結婚，育有3子，長子柳啟貞亦習軟式網球:125。